# Claude Antoine Gaspard Riche
Claude Antoine Gaspard Riche ( 1762 , Chamelet - 1797 , Mont-Dore ) fue un naturalista francés.
Era hermano del agrimensor Gaspard Riche, barón de Prony (1755-1839). Estudió medicina en Montpellier, donde obtuvo su título de doctor en 1787, después de estudios botánicos y geológicos en las montañas de la región de Languedoc. Trabajó en París donde participó, con Alexandre Brongniart, Augustin-François de Silvestre, Charles de Broval y Petit en la creación de la Société Philomathique de Paris (Sociedad Filomática de Paris).
Riche participó, en 1799, de la expedición conducida por Antoine Bruny d'Entrecasteaux (1737-1793) tratando de rastrear la traza de Jean-François de La Pérouse (1741-1788). Después de ser hecho prisionero por los holandeses en Java, regresó a Mauricio en 1794, y recién estuvo en Francia en 1797, donde murió poco después de agotamiento.
En 1787 publicó Considérations sur la chimie des végétaux, imprenta de T. Domergue, Aviñón.